# Pyxiloricaria menezesi
Pyxiloricaria menezesi – słabo poznany gatunek słodkowodnej ryby sumokształtnej z rodziny zbrojnikowatych (Loricariidae), jedyny przedstawiciel rodzaju Pyxiloricaria.

## Występowanie
Opisany naukowo z Rio Miranda i Rio Cuiabá w okolicach Mato Grosso do Sul w Brazylii. Występuje w dorzeczu Paragwaju na terenie Brazylii i Argentyny.

## Cechy charakterystyczne
Od innych Loricariinae różni się osobliwym kształtem głowy, ciała i płetw. Dorosłe osobniki osiągają maksymalnie 14 cm długości standardowej (SL). 
Zasiedla piaszczyste podłoża i jest sympatryczny z przedstawicielami rodzaju Pseudohemiodon. Dymorfizm płciowy i biologia rozrodu nie zostały poznane. W grupie rodzajów pokrewnych Pseudohemiodon P. menezesi bardziej przypomina Pseudohemiodon niż inni przedstawiciele tej grupy.